# 덩샤오핑 이론

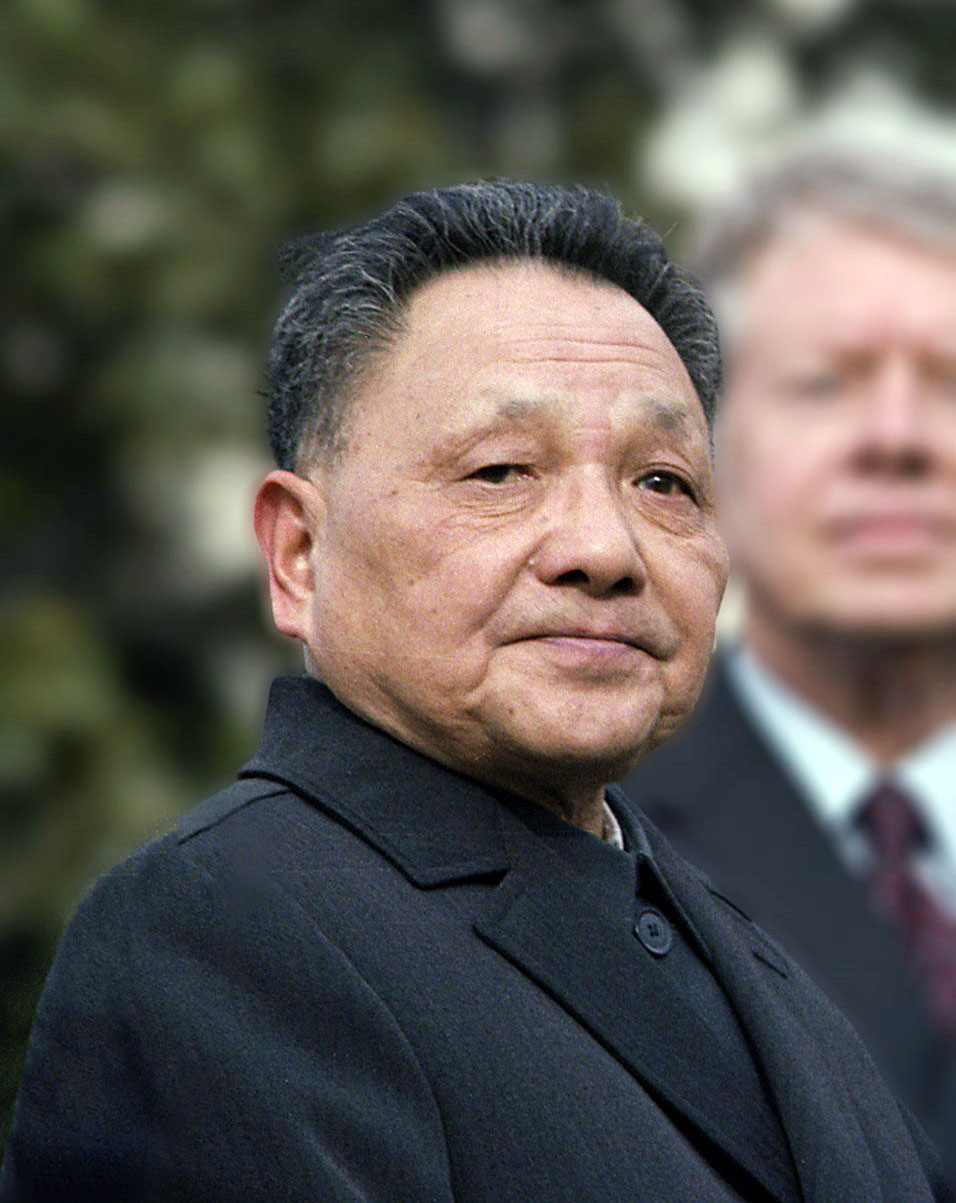

덩샤오핑 이론(중국어 간체자: 邓小平理论, 정체자: 鄧小平理論, 한자음: 등소평이론, Deng Xiaoping Theory)은 현 중국공산당의 주요 이념이다.
중국의 혁명가이자 정치가인 덩샤오핑이 1978년 중국공산당 '제11기 3중전회(中全會)' 이후 '사상해방'과 '실사구시'라는 두 가지 틀 속에서 20년간 개혁 개방정책을 추진해 오면서 탄생된 이론이며, '양합국력이론은강', '생산력의 발전', '인민생활의 향상' 등 3가지 중 어느 하나에 유리하다면 자본주의적 요소도 과감히 도입할 수 있다는 중국 특색의 사회주의 건설의 정신적 토대이자 실천강령이다.

## 마오쩌둥 사상과의 관계
덩샤오핑 이론은 "마오쩌둥 사상에도 모순이 존재한다"고 주장하여 무조건적으로 마오 주석을 추종하기만 해서는 안된다고 주장하였다.

## 중국 특색 사회주의
일부 자유주의 성향의 학자들은 중국의 노동 인권이나, 경제적인 상황을 봤을 때 중국 특색 사회주의는 사회주의가 아니라 국가자본주의의 한 형태라고 주장한다.

### 흑묘백묘론
덩샤오핑은 흰 고양이건 검은 고양이건 쥐만 잘 잡으면 된다고 주장하였고,
시장 경제냐 아니냐가 아니라 인민들이 잘먹고 잘사느냐가 사회주의이냐 아니냐의 핵심이라고 주장했다. (자본주의든 공산주의든 상관없이 중국 인민을 잘 살게 하면 그것이 제일이라는 뜻.)
덩샤오핑 이론은 중국 보수주의의 주요 동기가 되었다. 경제적으로는 시장 경제를 도입하더라도, 정치적으로는 사회주의 체제를 유지한다는 것이다.
덩샤오핑 이론은 중국 특색 사회주의의 3가지 원칙을 부정하지 않는다.
- 공산주의의 기본 정신을 부정하지 않는다.
- 민중민주주의 독재 정치 체제를 지킨다.
- 공산당의 지도력을 유지한다.

### 사회주의 시장경제
덩샤오핑은 자본주의 국가에도 계획 경제가 존재하듯이, 사회주의 국가에도 시장 경제가 존재할 수 있다고 주장했다.

### 선부론
덩샤오핑의 개혁, 개방 노선은 흑묘백묘론으로 대표되는 실용주의 노선에 따라 일방적인 공산주의식 평준화보다는 "부유할 수 있는 사람부터 먼저 부유해져라"라는 선부론을 주장한다.
- 대약진 운동, 문화대혁명 등으로 피폐해진 경제를 되살리기 위해 1978년, 덩샤오핑의 '선부론'을 기본 원칙으로 한 개혁개방이 시작되었다.[5]

- 개혁개방 이후 선부론을 앞세워 자본주의를 받아들였지만, 오히려 국민에게 분배되지 못하고 빈부격차의 확대로 이어졌다.[6]

## 같이 보기
- 덩샤오핑
- 국가자본주의
- 중국공산당
- 대약진 운동
- 문화대혁명

- 개혁개방